# Барсингерхорн
Барсингерхорн (нидерл. Barsingerhorn) — деревня в нидерландской провинции Северная Голландия, входит в общину Холландс-Крон (ранее — часть вошедшедшей в состав Холландс-Крон общины Нидорп). Получила права города в 1415 году.
В 2001 году в деревне проживал 251 житель, застроенная площадь деревни составляла 0.053 км². Статистическая площадь, включающая также некоторые окрестности деревни, включала 740 жителей.
До 1990 года Барсингерхорн был самостоятельной общиной.